# جيل أوفاريم
جيل دورون ريتشستادت أوفاريم (بالإنجليزية: Gil Doron Reichstadt Ofarim)‏ هو مغني ألماني ، ومؤلف أغاني ، وممثل. ولد في 13 أغسطس 1982 في ميونخ، ألمانيا.

## روابط خارجية
- جيل أوفاريم على موقع IMDb (الإنجليزية)
- جيل أوفاريم على موقع ألو سيني (الفرنسية)
- جيل أوفاريم على موقع ميوزك برينز (الإنجليزية)
- جيل أوفاريم على موقع ميوزك برينز (الإنجليزية)
- جيل أوفاريم على موقع ديسكوغز (الإنجليزية)
- جيل أوفاريم على موقع ديسكوغز (الإنجليزية)
- جيل أوفاريم على موقع قاعدة بيانات الفيلم (الإنجليزية)
- جيل أوفاريم على موقع كينوبويسك (الروسية)